# Acacia catharinensis
Acacia catharinensis é uma espécie de leguminosa do gênero Acacia, pertencente à família Fabaceae.